# Mazalim
Les maẓālim (ar. مظالم) sont une institution judiciaire de l'Islam classique. Alors que la résolution des conflits était administrée au quotidien par le cadi, nommé par le calife ou le gouverneur, les maẓālim constituaient l'expression directe de la justice du souverain.

## Fonctions desmaẓālim
La juridiction des maẓālim était dotée de trois fonctions principales. En tant que justice "ordinaire" – tout justiciable 
pouvant en théorie porter son affaire devant le calife –, elle symbolisait le caractère retenu de la justice du souverain qui pouvait, à tout moment, exercer le pouvoir qu’il déléguait d’ordinaire à d’autres juges. Les maẓālim permettaient, par ailleurs, d’obtenir le redressement d’abus commis par des fonctionnaires, des officiers publics ou de hauts dignitaires, que le cadi aurait eu plus de peine à sanctionner. Enfin, elles apparaissaient comme un recours possible contre des jugements de cadis et pouvaient ainsi servir de cour d’appel.

## Histoire de l'institution
Selon la tradition islamique, l'un des premiers califes à avoir tenu audiences de maẓālim est le calife umayyade 'Umar b. 'Abd al-'Azīz. Ce n'est cependant que sous les Abbassides, dans la seconde moitié du VIIIe siècle, que l'institution se développa autour de califes comme al-Mahdī et Hārūn al-Rashīd.
En tant que symbole de la justice souveraine, l'institution connut très tôt une utilisation politique importante. Arrivés au pouvoir à la suite d'une « révolution » contestée par de nombreux musulmans (fidèles aux Umayyade), les Abbassides développèrent notamment les maẓālim afin de renforcer leur légitimité et de s'afficher en restaurateurs d'une justice mise à mal par leurs prédécesseurs. Dans la seconde moitié du IXe et au Xe siècle, les dynasties qui prirent leur autonomie localement (comme les Ṭūlūnides et les Ikhshīdides en Égypte) usèrent à leur tour de l'institution pour affirmer leur légitimité et leur souveraineté.

## Procédures
Bien que la justice des maẓālim soit l'expression de la justice souveraine, les califes cessèrent rapidement d'en présider les audiences. Dans la Bagdad du Xe siècle, les maẓālim étaient généralement présidées par des représentants du calife (appelés ṣāḥib al-maẓālim), souvent un vizir. Les plaintes soumises aux maẓālim suivaient un traitement administratif complexe. Les plaideurs soumettaient leurs plaintes par écrit, sous la forme de pétitions ou de placets. Les demandes étaient examinées et l'administration y répondait sous la forme d'apostilles.
Selon la théorie développée au XIe siècle par le juriste shaféite Al-Mâwardi, le juge des maẓālim n'était pas obligé de respecter les règles de procédure imposées aux cadis par le fiqh. Il n'était pas tenu par les règles de la procédure accusatoire, pouvait se saisir d'une affaire et disposait de moyens de coercition plus larges que ceux du cadi. Les maẓālim permirent ainsi l'orchestration de procès politiques, comme celui du célèbre soufi al-Ḥallāj.